# 7470 Jabberwock
7470 Jabberwock eller 1991 JA är en asteroid i huvudbältet som upptäcktes den 2 maj 1991 av den japanska astronomen Takeshi Urata vid Nihondaira-observatoriet. Den är uppkallad efter den fitiva karaktären Jabberwocky i Lewis Carrolls Alice i Spegellandet.
Den tillhör asteroidgruppen Vesta.